# Legio III Parthica
Legio III Parthica (III Парфянський легіон) — римський легіон. Його ім'я є на монетах м. Сідону за імператора Геліогабала і на монетах з Резени за імператорів Олександра Севера та Деція.

## Історія
Створений імператором Септимієм Севером у 197 році водночас з двома іншими легіонами з тією ж назвою (I і II). Брав участь у походах цього імператора по захопленню Ктесифона, столиці Парфії, після цього стояв у новій провінції Месопотамія. Згодом табір легіону був у м. Резена на півночі Месопотамії. легіон захищав стратегічний шлях від Едеси до Нісібіса.
У 217 році був частиною військ імператора Каракалли під час походу проти Парфії. У 230—231 роках брав участь у поході імператора Олександра Севера проти Персії. У 243 році під час військової кампанії імператора Гордіана III легіон здобув перемогу над персами у битві при Резені. За часи імператора Деція ветерани легіону були розміщені у м. Сідон.
У 261—267 році легіон підпорядковувався Оденату, володарю Пальміри, який завдав поразки Персії. За імператора Діоклетіана легіон також діяв на півночі Месопотамії. За наказом останнього легіон було переведено до м. Апатна (сучасний північний Ірак), де він захищав кордони імперії. Остання згадка про нього датується початком V століття.